# South Carolina (Schiff, 1975)
| USS South Carolina (CGN-37) 1984 |                                |
| Laufbahn                         | USN Jack                       |
| Geordert:                        | 13. Juni 1968                  |
| Kiellegung:                      | 1. Dezember 1970               |
| Stapellauf:                      | 1. Juli 1972                   |
| Indienststellung:                | 25. Januar 1975                |
| Außerdienststellung:             | 4. September 1998              |
| Schicksal:                       | Wird zerlegt                   |
| Technische Daten                 |                                |
| Wasserverdrängung:               | 10.150 Tonnen                  |
| Länge:                           | 181,7 m                        |
| Breite:                          | 18,6 m                         |
| Tiefgang:                        | 9,6 m                          |
| Antrieb:                         | 2 Atomreaktoren, 2 Propeller   |
| Geschwindigkeit:                 | 30+ kn                         |
| Besatzung:                       | 28 Offiziere, 512 Mannschaften |

Die USS South Carolina (DLGN-37/CGN-37) war ein Atomkreuzer der California-Klasse.

## Geschichte
Die Kiellegung der South Carolina fand 1972 bei Newport News Shipbuilding statt, bei der United States Navy wurde das Schiff 1975 in Dienst gestellt.
Ihre ersten Einsatzfahrten fuhr die South Carolina mit der Nimitz im Mittelmeer. Ab 1979 wurde der Kreuzer mit der Kampfgruppe der Dwight D. Eisenhower im Indik und in der Karibik eingesetzt. Ab 1983 wurde das Schiff in der Norfolk Naval Shipyard seiner ersten Überholung unterzogen, die bis Mai 1984 dauerte. Noch im selben Jahr führte das Schiff Übungen in der Karibik durch und wurde 1985 ins Mittelmeer verlegt. Die meiste Zeit verbrachte es, nach der Entführung von TWA-Flug 847, vor der Küste des Libanon. 1986 befuhr das Schiff den Nordatlantik und besuchte unter anderem Wilhelmshaven. Den Rest der 1980er-Jahre verbrachte die South Carolina mit der Bekämpfung des Drogenschmuggels in der Karibik.
Im Oktober 1990 verließ die South Carolina ihren Heimathafen mit der Trägerkampfgruppe um die Saratoga und durchquerte den Atlantik und dann den Suezkanal, um an der Operation Desert Shield teilzunehmen. Während des eigentlichen Golfkrieges diente das Schiff in der Luftüberwachung und Freihaltung von Luftkorridoren über dem Mittelmeer. Ab 1991 lag das Schiff zur Überholung in der Norfolk Naval Shipyard, dies dauerte bis Ende 1994. Ab Herbst 1995 diente das Schiff wiederum im Mittelmeer, als Green Crown während der NATO-Operation Deny Flight. Für diesen Einsatz wurde die Crew mit der NATO Medal, der Meritorious Unit Commendation und der Armed Forces Service Medal belohnt.
Nach letzten Fahrten im Mittelmeer wurde die South Carolina 1998 außer Dienst gestellt und soll dem Ship-Submarine Recycling Program in der Puget Sound Naval Shipyard zugeführt werden.